# تایبه یوسین
تایبه یوسین (به بلغاری: Тайбе Юсеин؛ متولد ۳۰ ژوئن ۱۹۹۹) کشتی‌گیر آزادکار تیم ملی بلغارستان است.
از افتخارات وی می‌توان به کسب مدال برنز المپیک ۲۰۲۰ توکیو اشاره کرد. امید میرزاکاشانی